# マーキュリー (不動産会社)
株式会社マーキュリーは東京都港区に本社を置く不動産会社。借地権・底地・再建築不可などの権利調整が必要な不動産をメインとして取扱う。

## 概要
2004年12月、株式会社マーキュリーを設立。借地権・底地・再建築不可などの流動性を欠く不動産に特化して事業を開始。

## 沿革
2004年 12月
株式会社マーキュリー　千代田区岩本町にて設立
2007年 3月
港区虎ノ門に本店移転
2012年 9月
資本金を3,000万円に増資
2014年 6月
千代田区霞が関に本店移転
2015年 7月
港区高輪に本店移転
2017年 9月
書籍「お困り借地権をトラブルゼロで優良資産に変える方法」を出版
2019年 9月
弁護士西川徹矢と顧問提携
2021年 11月
港区新橋に本店移転

## 主なサービス
- 不動産売買
- 不動産コンサルティング
- 不動産管理